# Carlo Cudicini
Carlo Cudicini (Milaan, 6 september 1973) is een voormalig Italiaans voetbalkeeper. Hij is een zoon van de legendarische keeper van AC Milan, Fabio Cudicini.
Op 12 november 2009 was Cudicini betrokken bij een zwaar motorongeluk. Hierbij brak hij beide polsen en zijn bekken. Gevreesd werd dat dit het einde van zijn carrière zou betekenen. Maar inmiddels is hij volledig hersteld en kwam in de voorbereiding van het nieuwe seizoen weer terug bij zijn club Tottenham Hotspur. Inmiddels is hij al een paar keer in actie gekomen voor The Spurs.
Op 31 december 2012 tekende hij transfervrij bij Major League Soccer club Los Angeles Galaxy. Hij had daar vanaf het begin van het seizoen een basisplaats maar al snel werden er vraagtekens bij zijn presteren geplaatst. Op 5 augustus 2013 trok LA Galaxy de Panamese doelman Jaime Penedo aan. Penedo werd al snel eerste keus tussen de palen en Cudicini moest genoegen nemen met een plek op de bank. Op 26 januari 2014 verliet hij de club.

## Carrière
| Seizoen        | Club               | Land             | Competitie          | Wed. | Goals |
| -------------- | ------------------ | ---------------- | ------------------- | ---- | ----- |
| 1992/95        | AC Milan           | Italië           | Serie A             | 0    | 0     |
| 1993/94        | Calcio Como        | Italië           | -                   | 6    | 0     |
| 1995/96        | AC Prato           | Italië           | -                   | 30   | 0     |
| 1996/97        | Lazio Roma         | Italië           | Serie A             | 1    | 0     |
| 1997/00        | Castel di Sangro   | Italië           | -                   | 46   | 0     |
| 2000/09        | Chelsea FC         | Engeland         | Premier League      | 142  | 0     |
| 2009/12        | Tottenham Hotspur  | Engeland         | Premier League      | 19   | 0     |
| 2013           | Los Angeles Galaxy | Verenigde Staten | Major League Soccer | 21   | 0     |
| Totaal         | Totaal             | Totaal           | Totaal              | 265  | 0     |
| Bijgewerkt tot | 3 november 2013    |                  |                     |      |       |

## Erelijst
AC Milan
- UEFA Champions League (runner up): 1993

Chelsea FC
- Premier League (runner up): 2003/04
- FA Cup: 2000, 2007
  - FA Cup (runner up): 2002
- FA Community Shield: 2000, 2005
  - FA Community Shield (runner up): 2007
- League Cup (runner up): 2008
- UEFA Champions League (runner up): 2008
- Premier League Asia Trophy: 2003